# Острови в Косово
Езерни острови на Косово
- 1. Вермица – 0,01 км² (в ез. Вермица)
- 2. Рубок – 0,0007 км² (в ез. Робовак)
- 3. Оклачки остров – 0,00045 км² (в Газиводското езеро)
- 4. Доброшит – 0,00021 км² (в Доброшкото езеро)
- 5. Лумбард – 0,00015 км² (в ез. Лумбарди)

Речни острови на Косово
- 1. Племетин – 0,88 км² (в р. Ситница, приток на р. Ибър)
- 2. Насаленска ада – 0,83 км² (в р. Южна Морава)
- 3. Кичичка ада – 0,38 км² (в р. Ситница)
- 4. Гьонай – 0,285 км² (в р. Бели Дрин)
- 5. Кърпимех (Керпимех, Кърпимей) – 0,26 км² (в р. Лаб)
- 6. Геджа – 0,18 км² (в р. Бели Дрин)
- 7. Динек – 0,165 км² (в р. Ситница)
- 8. Дабидол – 0,148 км² (в р. Бели Дрин)
- 9. Вичанска ада – 0,14 км² (в р. Лепенец, приток на р. Вардар)
- 10. Глогян – 0,125 км² (в р. Дечанска Бистрица, приток на р. Бели Дрин)
- 11. Качаник – 0,12 км² (в р. Неродимка, приток на р. Лепенец)
- 12. Добравска ада – 0,112 км² (в р. Ибър)
- 13. Кралефц – 0,11 км² (в р. Лаб)
- 14. Мухаджер – 0,095 км² (в р. Ситница)
- 15. Коморан – 0,085 км² (в р. Дреница, приток на р. Ситница)
- 16. Кушавец – 0,083 км² (в р. Ереник, приток на р. Бели Дрин)
- 17. Некодим – 0,075 км² (в р. Неродимка)
- 18. Фирая – 0,06 км² (в р. Лепенец)
- 19. Щитаричка ада – 0,055 км² (в р. Ситница)
- 20. Влашнянски остров – 0,05 км² (в р. Призренска Бистрица, приток на р. Бели Дрин)